# Enrogalia morigera
Enrogalia morigera är en tvåvingeart som beskrevs av Henry J. Reinhard 1964. Enrogalia morigera ingår i släktet Enrogalia och familjen parasitflugor.
Artens utbredningsområde är Kalifornien. Inga underarter finns listade i Catalogue of Life.